# Großbreitenbach
Großbreitenbach – miasto i gmina (Landgemeinde) w Niemczech w kraju związkowym Turyngia, w powiecie Ilm. Do 31 grudnia 2018 siedziba wspólnoty administracyjnej Großbreitenbach.
1 stycznia 2019 do miasta przyłączono następujące gminy: Altenfeld, Böhlen, Friedersdorf, Gillersdorf, Herschdorf, Neustadt am Rennsteig oraz Wildenspring. Stały się one automatycznie jego dzielnicami.

## Współpraca
Miejscowości partnerskie:
- Breitenbach, Szwajcaria
- Mörlenbach, Hesja
- Pfullingen, Badenia-Wirtembergia